# Theta Scorpii
Theta Scorpii (θ Sco, θ Scorpii) é um sistema estelar binário da Constelação de Scorpius. Também é tradicionalmente conhecido pelos nomes de Sargas ou Girtab, ambos nomes de origem suméria, sendo o último deles com significado "o escorpião". Esta situado a 270 anos-luz da Terra.
Na bandeira do Brasil, representa o estado de Alagoas.

## Nomenclatura
θ Scorpii (latinizado para Theta Scorpii) é a designação Bayer do sistema. As designações dos dois componentes como Theta Scorpii A e B derivam da convenção usada pelo Washington Multiplicity Catalog (WMC) para sistemas de múltiplas estrelas, e adotada pela União Astronômica Internacional (IAU).

## Propriedades
O elemento principal (φ Scorpii A) é uma estrela gigante luminosa evoluída, com uma classificação estelar de F0 II. Com uma massa de 5,7 vezes a do nosso Sol, expandiu-se para cerca de 26 raios solares. Irradia 1.834 vezes mais luminosidade do que o Sol, com sua coroa solar a uma temperatura efetiva de 7.268 Kelvin, dando-lhe um brilho amarelo-branco característico de uma estrela de tipo F. A estrela possui uma rotação acelerada, o que lhe proporciona uma forma achatada com um raio equatorial 19% maior que o raio polar.
O elemento secundário (φ Scorpii B) possui uma magnitude de 5,36 e está em uma separação angular de 6.470 segundos.